# Westlake (Teksas)
Westlake je gradić u američkoj saveznoj državi Teksas. Prema popisu stanovništva iz 2010. u njemu je živjelo 992 stanovnika.